# Коронейшен (затока)
Затока Коронейшен (англ. Coronation Gulf) — затока Північного Льодовитого океану, між мисом Крузенштерн та Кент на північному узбережжі Канади.

## Географія
Затока Коронейшен розташована на території Нунавут між островом Вікторія і материком. Затока має з'єднання на сході із протокою Діз, а далі із затокою Квін-Мод, на північному заході — із протокою Долфін-енд-Юніон. На північному заході затоки лежить архіпелаг Дьюк-оф-Йорк, на південному заході — острови Беренс та острови Лоуфорд, на північному сході — острів Річардсон, на південному сході — острови Джеймсон
Глибини — 14 — 180 м. 10 місяців/рік покрита кригою, вільна від неї лише з липня по серпень. У затоку впадають численні річки, найбільші з яких — Коппермайн, Рей, Річардсон, Три, Асіак. На південному сході до суходолу глибоко вдається затока Батерст. У гирлі річки Коппермайн на березі бухти Річардсон розташовано інуїтське селище Куглуктук, яке до 1.01.1996 року мало назву Коппермайн.

## Історія
Першим з європейців на берегах затоки побував торговець хутром і першовідкривач Семюель Герн в 1771 році. В 1826 році відомий полярний дослідник Джон Франклін назвав затоку на честь коронації англійського короля Георга IV. В 1916 році місцеві природні умови та культуру перших націй вивчали Рудольф Мартін Андерсон та Даймонд Денніс у рамках Канадської Арктичної експедиції.